# Tulsa World

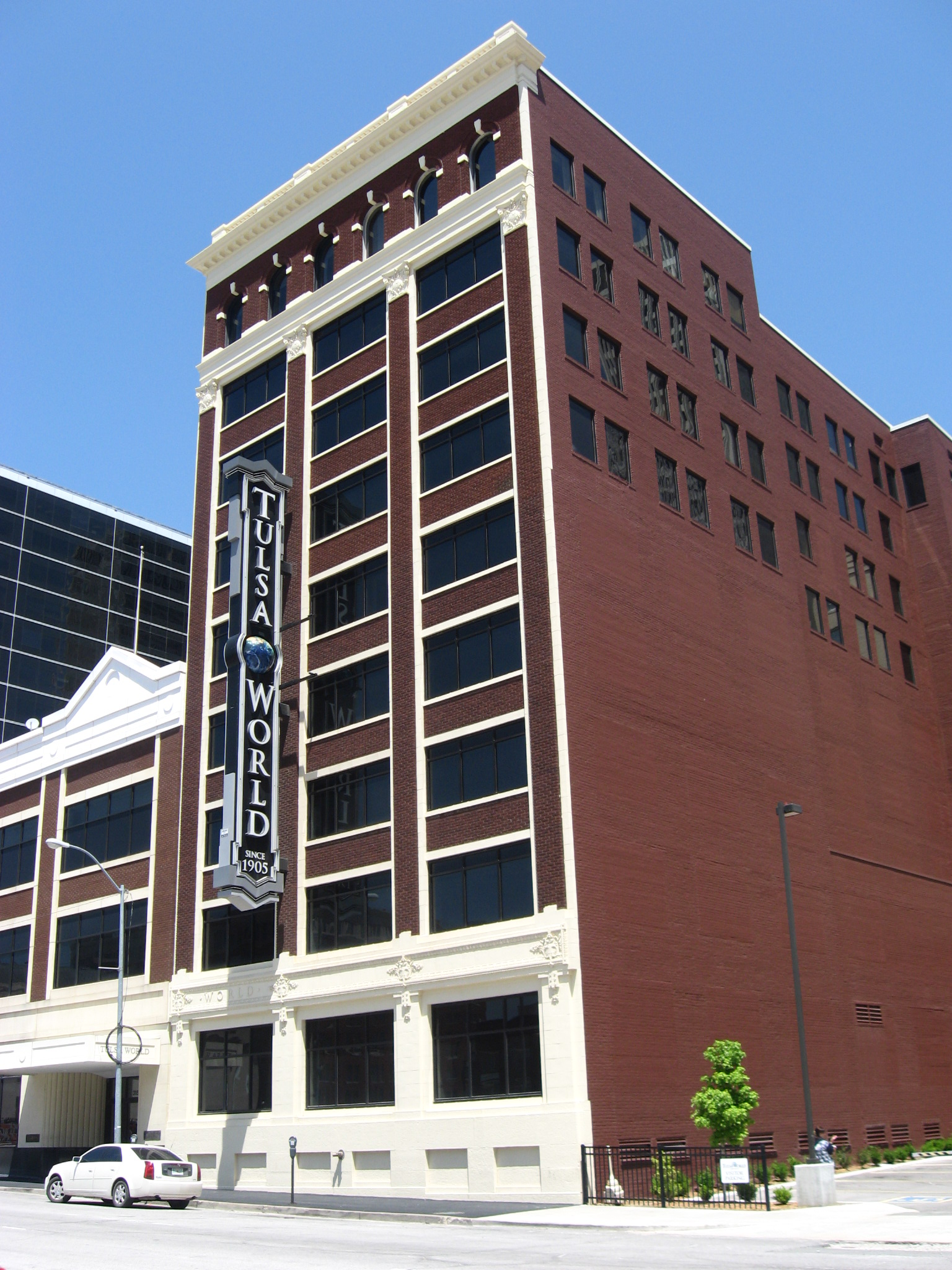
Der Hauptsitz der Tulsa World im Zentrum von Tulsa

Die Tulsa World ist eine Tageszeitung aus Tulsa, Oklahoma. Seit ihrer Gründung 1905 hat sie sich als eine der größten Medien des Staates etabliert.

## Inhalt
Eine Ausgabe der Tulsa World enthält Artikel aus den Bereichen Nachrichten, Sport, Wirtschaft, Unterhaltung und Meinungen.

## Geschichte
Am 14. September 1905 wurde die erste Ausgabe der Tulsa Daily World veröffentlicht und zum Preis von fünf Cent angeboten. Die Zeitung wechselte zunächst mehrmals den Besitzer, bevor der Redakteur Eugene Lorton im Jahr 1917 die Rechte an dem Blatt erwarb. Für fast ein Jahrhundert blieb die Familie Lorton ihr Herausgeber, bevor sie im Jahr 2013 vom Milliardär Warren Buffett übernommen wurde und so in den Besitz der BH Media Group, Tochterunternehmen von Berkshire Hathaway, ging.
Die Zeitung wurde von einem Republikaner mitgegründet und auch von einem solchen weitergeführt. In den 1920er-Jahren kam es jedoch zum Bruch, als sie eine starke Opposition zum Ku-Klux-Klan darstellte und sich der Demokratischen Partei zuwandte. So unterstützte der Herausgeber Eugene Lorton bei den Präsidentschaftswahlen 1932 und 1936 den progressiven Kandidaten Franklin D. Roosevelt.
Der Name der Zeitung wurde über die Jahre mehrfach geändert. Aus Tulsa Daily World wurde 1919 Morning Tulsa Daily World, bevor die Änderung im Jahr 1927 rückgängig gemacht wurde. Seit 1977 erscheint das Blatt als Tulsa World.

## Wirtschaftliche Entwicklung
Die tägliche Auflage der Tulsa World lag im Juni 2013 bei etwa 95.000 Exemplaren, während die sonntägliche Ausgabe etwa 131.000-mal gedruckt wurde. Damit lag sie im bundesweiten Vergleich der Tageszeitungen auf Platz 71. In den letzten Jahren ist die Auflage stark zurückgegangen, so lag sie zu Beginn des 21. Jahrhunderts noch bei 160.000 bis 220.000 Exemplaren. In Oklahoma ist sie nach The Oklahoman aus Oklahoma City die zweitgrößte Zeitung. Seit 1992 ist sie Tulsas einzige Tageszeitung, nachdem die Tulsa Tribune ihren Betrieb eingestellt hat.
Die Tulsa World hat momentan (Stand: April 2012) über 500 Beschäftigte.

## Ausrichtung
Für den sehr konservativen Staat Oklahoma, vor allem aber im Vergleich zur konkurrierenden Zeitung The Oklahoman, gilt die Tulsa World als recht progressiv und kann der politischen Mitte zugerechnet werden. Es finden sich sowohl liberale als auch konservative Kommentare. Rückgänge in den Verkaufszahlen werden daher unter anderem darauf zurückgeführt, dass die Zeitung die konservative und christliche Gesellschaft Oklahomas nicht erreiche.

## Vertrieb
Neben der traditionellen Verbreitung als Printmedium ist die Tulsa World auch in den Neuen Medien präsent. Seit März beziehungsweise Mai 2008 ist sie bei Facebook und Twitter vertreten. Zudem wird eine digitale Ausgabe angeboten, die für Nutzer von Computern, Tablets oder Smartphones eine Alternative darstellt. Außerdem existiert eine App. Die aktuelle Printausgabe kostet einen Dollar.